# 塞纳河畔瓦雷讷
塞纳河畔瓦雷讷（法語：Varennes-sur-Seine，法語發音：[vaʁɛn syʁ sɛn] ⓘ）是法国塞纳-马恩省的一个市镇，属于普罗万区。

## 地理
塞纳河畔瓦雷讷（48°22'26"N, 2°55'24"E）面积10.02 平方千米，位于法国法蘭西島大區塞纳-马恩省，该省份为法国北部内陆省份，北起瓦兹省，西接埃松省、马恩河谷省、塞纳-圣但尼省和瓦兹河谷省，南至卢瓦雷省，东南接约讷省，东临马恩省和奥布省，东北接埃纳省。
与塞纳河畔瓦雷讷接壤的市镇（或旧市镇、城区）包括：圣雅克城、戛纳埃克吕斯、埃芒、拉格朗德帕鲁瓦斯、蒙特罗福约讷、努瓦西-吕迪尼翁。

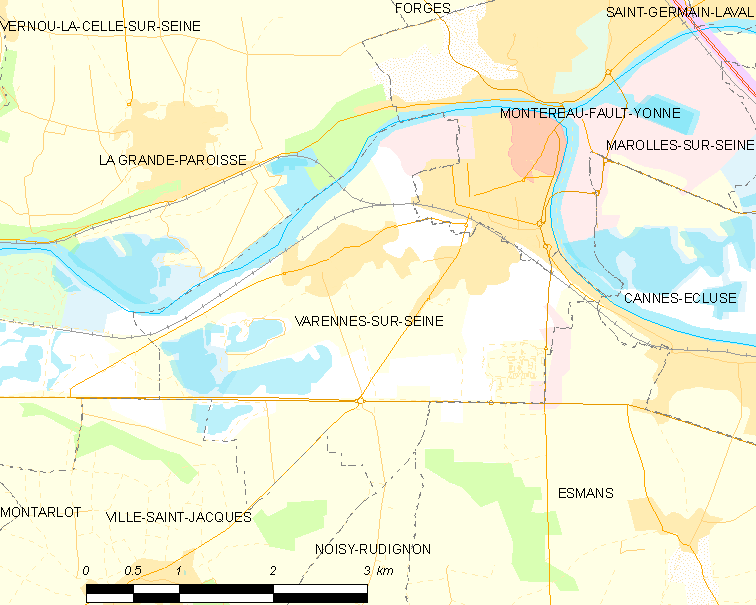
塞纳河畔瓦雷讷的OSM定位图

塞纳河畔瓦雷讷的时区为UTC+01:00、UTC+02:00（夏令时）。

## 行政
塞纳河畔瓦雷讷的邮政编码为77130，INSEE市镇编码为77482。

## 政治
塞纳河畔瓦雷讷所属的省级选区为蒙特罗福约讷县。

## 人口

1962-2008年间塞纳河畔瓦雷讷人口变化图示

塞纳河畔瓦雷讷于2022年1月1日时的人口数量为3724人。